# 石井啓一
石井 啓一（いしい けいいち、1958年〈昭和33年〉3月20日 - ）は、日本の政治家、建設技官。公明党常任顧問。
衆議院議員（10期）、財務副大臣（第1次小泉第2次改造内閣・第2次小泉内閣）、公明党政務調査会長、国土交通大臣（第20・21代）、公明党幹事長代行、公明党幹事長、公明党代表（第4代）などを歴任した。

## 来歴

### 生い立ち・建設官僚
東京都豊島区生まれ。紳士服の仕立て屋を営む家庭で3人兄妹の長男として育つ。早稲田中学校・高等学校を経て、物理が好きだったことから東京大学工学部土木工学科へ進学した。
1981年、建設省に入省。道路局国道第二課橋梁係長、道路局路政課課長補佐を歴任した。公明党衆議院議員長田武士に政界への転身を請われ、1992年に退官する。

### 衆議院議員
1993年7月、第40回衆議院議員総選挙に旧東京5区（定数3）から公明党公認で出馬し、得票数3位で初当選した。1994年、公明党の解党に伴い公明新党を経て新進党結党に参加した。
1996年の第41回衆議院議員総選挙では、比例東京ブロック単独で新進党から出馬し、再選。
1997年12月の新進党解党に伴い、旧公明党出身の衆議院議員を中心に結党した新党平和に参加。1998年11月、公明党の再結成に参加し、党副幹事長に起用される。
1999年6月には公明党茨城県本部代表に就任した。
2000年の第42回衆議院議員総選挙では、比例東京ブロックから比例北関東ブロックに鞍替えし、3選。
2003年、第1次小泉第2次改造内閣で財務副大臣（予算・国有財産管理担当）に任命され、第2次小泉内閣まで務める。
党市民活動委員長や政務調査会長代理などを経て、2010年、山口那津男代表の下で公明党政務調査会長に起用された。民主党政権下の2012年、自民党を交えた消費税増税をめぐる3党協議では、党支持母体の創価学会が難色を示す中、民・自・公3党の合意形成に尽力した。

### 国土交通大臣

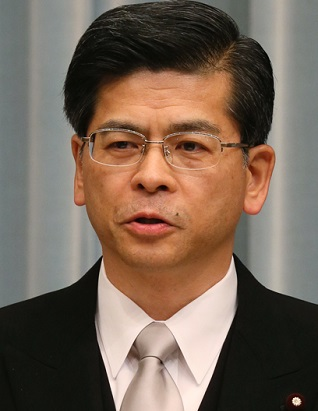
国土交通大臣就任時の会見（2015年10月7日、首相官邸）

2015年10月7日、第3次安倍第1次改造内閣発足に伴い、太田昭宏に代わって国土交通大臣及び水循環政策担当大臣に任命され、初入閣した。国交相就任に伴い公明党政務調査会長を退任した。
第3次安倍第2次改造内閣と第3次安倍第3次改造内閣で国土交通大臣及び水循環政策担当大臣に留任。
2017年11月1日に発足した第4次安倍内閣で国土交通大臣及び水循環政策担当大臣に再任された。
2018年12月21日、アイヌ政策を総合的に推進するための制度整備を進める担当大臣を兼務する。アイヌ民族を「先住民族」と初めて明記したアイヌ推進法を施行に導き、2019年5月24日にはウポポイ（民族共生象徴空間）を管理する法人として公益財団法人アイヌ民族文化財団に指定書を交付した。
2019年9月11日、第4次安倍第2次改造内閣の発足に伴い退任。在任期間は3年11か月、1435日間にわたり、国土交通大臣としては歴代最長であった。同月19日、公明党幹事長代行に就任する。

### 公明党幹事長
2020年9月27日、第13回党大会で公明党幹事長に就任した。
2023年3月9日、次期衆議院議員総選挙には埼玉14区から立候補することが発表された。

### 公明党代表
公明党代表山口那津男の退任表明を受け、2024年9月18日に告示された公明党代表選挙に立候補を届け出る。他に届け出はなく、無投票で代表に選出された。同月28日の党大会で正式に代表に就任した。
2024年10月27日投開票の第50回衆議院議員総選挙に埼玉14区から立候補したが、国民民主党の鈴木義弘に敗れ、比例区での重複立候補もしていなかったことから落選した。同月31日、公明党代表を辞任する意向を表明。後任の代表には斉藤鉄夫、代表代行には竹谷とし子が選ばれ、自らは公明党常任顧問に就任した。

## 報道
2021年8月17日、新型コロナウイルス感染症対策に関する緊急事態宣言に基づき4人以下での会食が求められる中、東京都内の日本料理店において自民党幹事長二階俊博らと5人で会食を行なったと報道される。出席者の一人である公明党国会対策委員長高木陽介が記者に対して「会食ではない。打ち合わせの前に、それぞれ昼食を『黙食』でとった」と説明した一方で、石井は同月20日の記者会見で「大いに反省している」「（全員がワクチンを2回接種し、感染防止対策も取っていたため）大丈夫だろうと思っていたところに油断があった」と釈明した。

## 政策・主張
- 日本国憲法の改正に賛成[20]。
- 集団的自衛権の行使を禁じた内閣法制局の憲法解釈を見直す必要はないと主張[20]。
- 原子力規制委員会の新基準を満たした原子力発電所の再稼働に賛成[20]。
- 日本の環太平洋戦略的経済連携協定（TPP）参加に反対[20]。
- 女性宮家の創設に賛成[20]。
- 首相の靖国神社参拝に反対[21]。
- 村山談話、河野談話の見直しに反対[21]。
- 特定秘密保護法に賛成[21]。
- 2020年11月、中国・全国人民代表大会常務委員会の決定に基づき香港立法会の民主派議員が議員資格を剥奪されたことに関し、「中国は一国二制度をきちんと守るという国際的な公約をぜひ守ってもらいたい」「中国の内政問題という側面と、一国二制度を一定期間守るといった国際公約との兼ね合いという問題がある」と指摘した[22]。
- 2023年8月、国土交通大臣時代に対応に当たった森友学園問題について「一番の災害」と表現した。自然災害と同列視したことに批判の声が上がり、のちに「適切でなかった」と謝罪した[23]。

## 人物
- 身長：170cm、体重：68kg、血液型：B型[24]。
- モットーは「人に温かく、己に厳しく」[24]。
- 趣味は読書、散策[24]。
- 好きな本は塩野七生『ローマ人の物語』、勝海舟『氷川清話』[24]。

## 役職歴

### 内閣
- 国土交通大臣（第3次安倍第1次改造内閣・第3次安倍第2次改造内閣・第3次安倍第3次改造内閣・第4次安倍内閣・第4次安倍第1次改造内閣）
- 水循環政策担当大臣（第3次安倍第1次改造内閣・第3次安倍第2次改造内閣・第3次安倍第3次改造内閣・第4次安倍内閣・第4次安倍第1次改造内閣）
- 財務副大臣（第1次小泉第2次改造内閣・第2次小泉内閣）

### 衆議院
- 決算行政監視委員会委員

### 公明党
- 常任顧問
- 代表
- 幹事長
- 幹事長代行
- 政務調査会長
- 税制調査会顧問
- 財政・金融部会顧問
- 関東方面本部長
- 茨城県本部顧問
- 中央幹事
- 政務調査副会長
- 青年局長
- 茨城県本部代表
- 副幹事長

## 選挙歴
| 当落 | 選挙                   | 執行日         | 年齢 | 選挙区     | 政党   | 得票数    | 得票率 | 定数 | 得票順位 /候補者数 | 政党内比例順位 /政党当選者数 |
| ---- | ---------------------- | -------------- | ---- | ---------- | ------ | --------- | ------ | ---- | ------------------ | ---------------------------- |
| 当   | 第40回衆議院議員総選挙 | 1993年07月18日 | 35   | 旧東京5区  | 公明党 | 6万5752票 | 15.60% | 3    | 3/12               | /                            |
| 当   | 第41回衆議院議員総選挙 | 1996年10月20日 | 38   | 比例東京   | 新進党 |           |        | 19   | /                  | 5/5                          |
| 当   | 第42回衆議院議員総選挙 | 2000年06月25日 | 42   | 比例北関東 | 公明党 |           |        | 20   | /                  | 1/3                          |
| 当   | 第43回衆議院議員総選挙 | 2003年11月09日 | 45   | 比例北関東 | 公明党 |           |        | 20   | /                  | 1/3                          |
| 当   | 第44回衆議院議員総選挙 | 2005年09月11日 | 47   | 比例北関東 | 公明党 |           |        | 20   | /                  | 1/2                          |
| 当   | 第45回衆議院議員総選挙 | 2009年08月30日 | 51   | 比例北関東 | 公明党 |           |        | 20   | /                  | 1/2                          |
| 当   | 第46回衆議院議員総選挙 | 2012年12月16日 | 54   | 比例北関東 | 公明党 |           |        | 20   | /                  | 1/3                          |
| 当   | 第47回衆議院議員総選挙 | 2014年12月14日 | 56   | 比例北関東 | 公明党 |           |        | 20   | /                  | 1/3                          |
| 当   | 第48回衆議院議員総選挙 | 2017年10月22日 | 59   | 比例北関東 | 公明党 |           |        | 19   | /                  | 1/2                          |
| 当   | 第49回衆議院議員総選挙 | 2021年10月31日 | 63   | 比例北関東 | 公明党 |           |        | 19   | /                  | 1/3                          |
| 落   | 第50回衆議院議員総選挙 | 2024年10月27日 | 66   | 埼玉14区   | 公明党 | 6万249票  | 31.60% | 1    | 2/6                | /                            |

### 一次資料または記事主題の関係者による情報源
1. 1 2 3  石井　啓一 | プロフィール | 公明党
2. 1 2 3 4 5 6 7  “石井啓一 プロフィール”.   石井啓一事務所. 2015年10月11日閲覧。
3. ↑  “党代表プロフィール”.  公明党. 2024年10月9日閲覧。